# تشغيل ذاتي ذكي
التشغيل الذاتي الذكي (بالإنجليزية: intelligent automation)‏ أو أتمتة العملية الذكية (بالإنجليزية: intelligent process automation)‏ هو اصطلاح برمجي يشير إلى خليط من الذكاء الاصطناعي (AI) وأتمتة العمليات الآلية (RPA). تستخدم الشركات الأتمتة الذكية لخفض الكلفة عبر اعتماد برامج آلية مشغلة بالذكاء الاصطناعي لاستبدال عمالة المهام المتكررة. يمكن تشبيه المصطلح بالأتمتة المركبة hyperautomation، وهو مفهوم ظهر في توجهات 2020 التقنية من بعض الشركات.

## التقنية
تطبق الأتمتة الذكية مفهوم خط التجميع لتجزئة المهام إلى خطوات تكرارية وذلك على عمليات الأعمال الرقمية. وبدلا من جعل البشر يقومون بكل خطوة، فإن الأتمتة الذكية تستبدل كل خطوة ببرنامج ربوت ذكي أو بوت، مما يحسن الكفاءة.

## تطبيقات
تستعمل التقنية لمعالجة المحتوى غير المهيكل. تشمل التطبيقات الشائعة: السيارات ذاتية القيادة، الدفعة الذاتي في المتاجر، مساعدة المنزل الذكي، والأجهزة. يمكن لشركات الأعمال تطبيق البيانات وتعلم الآلة لبناء تحليلات تنبؤية تتفاعل مع تغييرات سلوك المستهلك، أو لتنفيذ تقنية أتمتة العمليات الآلية PRA لتحسين عمليات التصنيع.
تمك استخدام هذه التقنية أيضا لأتمتة سير العمل في توزيع لقاحات كوفيد-19. يمكن معالجة البيانات المقدمة من السجلات الصحية الإلكترونية الخاصة بأنظمة المشفيات لتحديد وتثقيف المرضى وجدولة التطعيمات.